# كامل الأوصاف (فلم)
كامل الأوصاف  هو فيلم مصري من إنتاج 2006، من تأليف أحمد البيه وإخراج أحمد البدري.
تاريخ صدور الفيلم يوافق عشية عيد الفطر في مصر 1427 هـ.

## قصة الفيلم
أول بطولة لحلا شيحة بالحجاب، تدور أحداث الفيلم حول مهندس كمبيوتر عاش في إيطاليا سنوات طويلة وعندما عاد إلى مصر بدأ يعاني بسبب العادات والتقاليد المختلفة وتتغير حياته عندما يلتقي فتاة محجبة تعلمه القيم ويقع في حبها.

## الممثلون
- عامر منيب
- حلا شيحة
- علا غانم
- حسن حسني
- خالد سرحان
- إيمي
- رجاء الجداوي
- أحمد سعيد عبد الغني

## روابط خارجية
- مقالات تستعمل روابط فنية بلا صلة مع ويكي بيانات